# Enigmatichthys attenuatus
Enigmatichthys attenuatus è un pesce osseo estinto, appartenente ai parasemionotiformi. Visse nel Triassico medio (circa 242 milioni di anni fa) e i suoi resti fossili sono stati ritrovati in Australia.

## Descrizione
Questo pesce possedeva un corpo slanciato ed era di piccole dimensioni; solitamente non superava i 5 centimetri di lunghezza. Il corpo fusiforme terminava in una testa allungata caratterizzata da grandi orbite posizionate anteriormente e da un muso ottuso, dotato di una piccola bocca. Il corpo era ricoperto da scaglie ricoperte di un pesante strato di ganoina. La pinna dorsale era situata nel terzo posteriore del corpo, pressoché opposta alla pinna anale. La pinna caudale non era biforcuta. Le pinne pettorali, così come le pinne pelviche, erano piuttosto piccole. 

## Classificazione
Enigmatichthys attenuatus venne descritto per la prima volta da Wade nel 1935, sulla base di resti fossili rinvenuti nella zona di Brookvale nei pressi di Sydney, nel Nuovo Galles del Sud (Australia). 
Wade istituì un nuovo genere e una nuova specie per alcuni esemplari di pesci ma non fu in grado di assegnarli a una famiglia, poiché non riuscì a determinare con precisione i contorni delle ossa della regione guanciale, delle mascelle e dell’apparato opercolare. Attualmente, la specie è considerata appartenente ai Parasemionotiformes.